# Dorota Barys
Dorota Joanna Barys (ur. 1971) – polska iberystka i urzędniczka służby cywilnej, chargé d’affaires RP w Portugalii (od 2024), konsul generalna RP w Kurytybie (2007–2012) i dyrektorka Instytutu Polskiego w Madrycie (2014–2017).

## Życiorys
W 1995 ukończyła studia na Uniwersytecie im. Adama Mickiewicza w Poznaniu, uzyskując magisterium z iberystyki, a w 1998 podyplomowe studium public relations w Akademii Ekonomicznej w Poznaniu. W 1997 uzyskała uprawnienia tłumaczki przysięgłej języka hiszpańskiego.
Bezpośrednio po studiach pracowała w Philips Lighting Poland. W 2000 zaczęła pracę w Ministerstwie Spraw Zagranicznych. Była II sekretarz w ambasadzie RP w Meksyku, do 2004 kierując tamtejszym wydziałem konsularnym. W 2006 została skierowana do ambasady RP w Oslo. Od 2007 do 2012 pełniła funkcję konsul generalnej w Kurytybie. W 2010 została urzędniczką mianowaną służby cywilnej. Od 2012 naczelniczka w Departamencie Współpracy z Polonią i Polakami za Granicą, a później zastępczyni dyrektora Departamentu Dyplomacji Publicznej i Kulturalnej. Od 2014 do 2017 dyrektorka Instytutu Polskiego w Madrycie. Następnie pracowała w Departamencie Współpracy Rozwojowej na stanowisku ds. edukacji globalnej. W została 2018 w Departamencie Ameryki MSZ zastępczynią dyrektora ds. Ameryki Łacińskiej i Karaibów, w tym od listopada 2023 do września 2024 kierowała nim jako p.o. dyrektora. W 2024 objęła kierownictwo Ambasady w Lizbonie jako chargé d’affaires.
W 2023 została odznaczona przez prezydenta Brazylii orderem Rio Branco w klasie wielkiego oficera.
Posługuje się biegle portugalskim, hiszpańskim i angielskim, zaś roboczo francuskim i włoskim.

## Publikacje
- Krzysztof Smolana, Dorota Barys, Konsulat Generalny Rzeczypospolitej Polskiej w Kurytybie: 90 lat historii najstarszej polskiej placówki konsularnej w Ameryce Łacińskiej (Consulado Geral da República da Polônia em Curitiba: 90 anos de história do mais antigo consulado polonês na América Latina), Kurtyba: ATP Grafica e Editora, 2010.